# Ндегеочелло, Мишель
Мишель Линн Джонсон, более известная как Мишель Ндегеочелло (англ. Meshell Ndegeocello, МФА: /mɪˈʃɛl ənˈdeɪɡeɪoʊˌtʃɛloʊ/; род. 29 августа 1968 года) — американская певица, автор песен, рэпер и басист. Использовала имя Мешелл Сухайла Башир-Шакур для указания авторства некоторых более поздних работ. В ее музыке прослеживается множество влияний фанка, соула, джаза, хип-хопа, регги и рока. На протяжении всей своей карьеры она получала признание критиков, а также была номинирована на одиннадцать премий Грэмми, из которых выиграла одну. Также Ндегеочелло приписывают помощь в «развитии нео-соул движения».

## Биография
Мишель Линн Джонсон родилась в Берлине, Германия, в семье сержант-майора и саксофониста Жака Джонсона и медицинской работницы Хелен. Выросла она в Вашингтоне, округ Колумбия, где училась в Школе искусств Дюка Эллингтона и Средней школе Оксон-Хилл.
Ндегеочелло адаптировала свою фамилию в 17 лет, которая, по ее словам, на суахили означает «свободная как птица». Ранние тиражи альбома Plantation Lullabies были снабжены наклейками, которые помогали произносить ее имя. Правописание менялось несколько раз за время ее карьеры на звукозаписывающих лейблах.

## Карьера

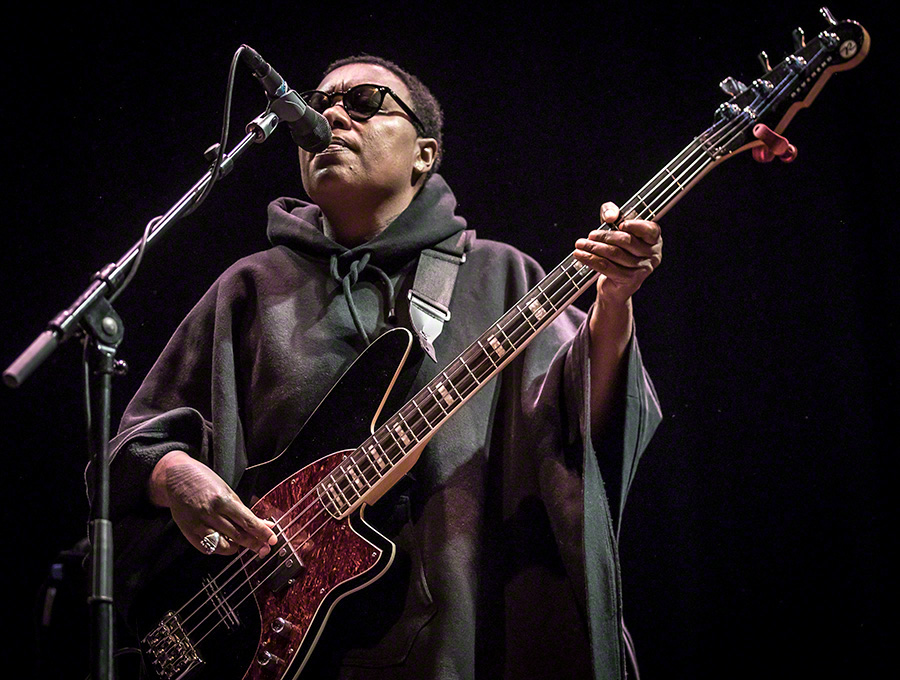
В 2016 году в Cosmopolite Scene в Осло

Ндегеочелло исполняла гоу-гоу в конце 1980-х с группами Prophecy, Little Bennie and the Masters и Rare Essence. Она безуспешно пыталась занять место басиста в группе Living Color, которое освободилось в 1992 году после ухода Маза Скиллингса. Начав сольную карьеру, она была одной из первых артистов, подписавших контракт с Maverick Records, где выпустила свой дебютный альбом Plantation Lullabies. В этой записи Мишель представила себя андрогинной личностью.
Ее самым крупным хитом является дуэт с Джоном Мелленкампом, кавер-версия песни Вана Моррисона «Wild Night», которая заняла 3-е место в чартах Billboard. Ее другим хитом из Billboard Hot 100 стала авторская композиция «If It's Your Boyfriend (He Wasn't Last Night)», которая достигла 73 строчки в 1994 году. В этом же году Ндегеочелло сотрудничала с Херби Хэнкоком в песне «Nocturnal Sunshine» для сборника Stolen Moments: Red Hot + Cool, выпущенного Red Hot Organization. Альбом был выпущен с целью повышения осведомленности, а также привлечения финансовых средств в поддержку эпидемии СПИДа среди афроамериканского сообщества. Был объявлен журналом Time альбомом года.
В 1996 году была выпущена кавер-версия песни Билла Уизерса под названием «Who Is He (And What Is He to You)?», которая кратко прозвучала в фильме Джерри Магуайер. Ндегеочелло сыграла на бас-гитаре в песне Мадонны «I'd Rather be Your Lover» из её альбома Bedtime Stories. В последний момент она также была приглашена исполнить рэп в той же песне. Это произошло после того, как Мадонна и продюсеры решили исключить рэп Тупака Шакура (который был записан во время его отношений с Мадонной в 1994 году), в результате возбуждения против него уголовного дела. Ндегеочелло также исполнила рэп на сингле Чака Хан «Never Miss the Water» из альбома Epiphany: The Best of Chaka Khan, Vol. 1, выпущенного в 1996 году. Песня достигла 1 места в чарте Billboard Dance Club Play Chart и 36 места в Hot R&B/Hip-Hop Singles Chart.
Ее музыка была использована в саундтреках к нескольким фильмам, включая Увлечение Стеллы', Вас не догонят, Бэтмен и Робин, Love Jones, Love & Basketball, Talk to Me, Папина дочка, Шафер, Высшее образование, Возвращение к истокам, Ураган, Noah's Arc: Jumping the Broom и Блюзмены.
Ндегеочелло появлялась на записях Basement Jaxx, Indigo Girls, Scritti Politti и The Blind Boys of Alabama. В альбоме The Rolling Stones Bridges to Babylon (1997) она сыграла на бас-гитаре в песне «Saint of Me». В альбоме Аланис Мориссетт Under Rug Swept (2002) она играет на басу в песнях «So Unsexy» и «You Owe Me Nothing in Return». В альбоме Zap Mama ReCreation (2009) она играет на бас-гитаре в песне «African Diamond».
Также ее можно увидеть в документальном фильме Оставаясь в тени Мотауна, в котором она поет композицию The Miracles под названием «You Have Really Got a Hold on Me» и песню The Temptations «Cloud Nine». В конце 1990-х она гастролировала с Лилит Фэйр. Также Ндегеочелло сделала ремейк песни «Two Doors Down» в альбоме 2003 года Just Because I'm A Woman: The Songs of Dolly Parton.
Ндегеочелло была судьей 2-й, 12-й, 13-й и 14-й ежегодной премии Independent Music Awards 2015 в поддержку карьеры независимых артистов.
23 февраля 2010 года ее песня «Tie One On» заполучила звание «Лучший выбор недели Starbucks в iTunes». 
В 2016 году она исполнила заглавную песню «Nova» для телесериала Королева сахарных плантаций, спродюсированного Опрой Уинфри. Также она сотрудничала с французско-кубинским дуэтом Ibeyi в песне «Transmission/Michaelion» для альбома Ash, читая стихотворение Фриды Кало.
В декабре 2016 года состоялась мировая премьера оперы Ндегеочелло Can I Get a Witness? The Gospel of James Baldwin, новое театрально-музыкальное и художественное произведение, премьера которого состоялось в Гарлеме, Нью-Йорк.

## Активизм
В 2002 году Ндегеочелло сотрудничала с Yerba Buena над треком «Red Hot and Riot» при участии Рона Блэка для трибьют-альбома Red Hot Organization, посвященного Феле Кути. Доходы от альбома пошли в различные благотворительные организации по борьбе со СПИДом в соответствии с миссией Red Hot Organization.
В июне 2010 года она записала кавер на песню U2 под названием «40» для компиляции Enough Project и Downtown Records Raise Hope for Congo. Поступления от фонда направлены на то, чтобы осуществлять защиту, а также расширять права и возможности женщин Конго; вдохновить людей во всем мире говорить о мире в Конго.
В 2010 году Ндегеочелло внесла свой вклад в антологию эссе It Gets Better: Coming Out, Overcoming Bullying, and Creating a Life Worth Living под редакцией Дэна Сэвиджа и Терри Миллера под эгидой акции «It Gets Better».

## Личная жизнь
Ндегеочелло бисексуальна и ранее состояла в отношениях с писательницей-феминисткой Ребеккой Уокер. Первый сын Ндегеочелло, Соломон, родился в 1989 году. С 2005 года она жената на своей художественной руководительнице Элисон Райли, с которой у неё есть второй сын.

## Дискография

### Студийные альбомы
- 1993: Plantation Lullabies (Maverick)
- 1996: Peace Beyond Passion (Maverick)
- 1999: Bitter (Maverick)
- 2002: Cookie: The Anthropological Mixtape (Maverick)
- 2003: Comfort Woman (Maverick)
- 2005: The Spirit Music Jamia: Dance of the Infidel (Shanachie)
- 2007: The World Has Made Me the Man of My Dreams (EmArcy)
- 2009: Devil's Halo (Downtown)
- 2011: Weather (Naïve)
- 2012: Pour une Âme Souveraine: A Dedication to Nina Simone (Naïve)
- 2014: Comet, Come to Me (Naïve)
- 2018: Ventriloquism (Naïve)

### EP
- 2006: The Article 3 (EmArcy)
- 2007: Rhino Hi-Five: Me'shell Ndegeocello (Rhino)

### Синглы
- 1993: "Dred Loc" (Maverick)
- 1993: "If That's Your Boyfriend (He Wasn't Last Night)" (Maverick)
- 1993: "Outside Your Door" (Maverick)
- 1994: "Call Me" (Maverick)
- 1996: "Who Is He And What Is He To You" (Maverick)
- 1996: "Leviticus: Faggot" (Maverick)
- 1997: "Stay" (Maverick)
- 1999: "Grace" (Maverick)
- 2002: "Pocketbook" (совместно с Мисси Эллиотт, Твит и Редман) (Maverick)
- 2002: "Earth" (Maverick)
- 2007: "Lovely Lovely"[45]
- 2019: "True Vine" (совместно с Джастином Хиксом и Кенитой Миллер)

### Появления
- 1994: Dance Naked: Джон Мелленкамп совместно с Мишель Ндегеочелло «Wild Night» (Mercury)
- 1994: Bedtime Stories: I´d Rather Be Your Lover (Maverick/Sire/Warner Bros.)
- 1995: Higher Learning (soundtrack): «Soul Searchin' (I Wanna Know If It's Mine)» (Epic)
- 1995: Jazzmatazz, Vol. 2: The New Reality: Guru совместно с Мишель Ндегеочелло «For You» (Chrysalis)
- 1995: White Man's Burden: «Time Has Come Today» (Chrysalis)
- 1995: Panther (soundtrack): «Freedom (Theme from Panther)» (Mercury)
- 1996: Epiphany: The Best of Chaka Khan, Vol. 1: Чака Хан совместно с Мишель Ндегеочелло «Never Miss The Water» (Reprise)
- 1997: Love Jones (soundtrack): Маркус Миллер совместно с Мишель Ндегеочелло «Rush Over» (Columbia)
- 1997: Money Talks (soundtrack): «The Teaching» (Arista)
- 1997: Batman & Robin (soundtrack): «Poison Ivy» (Warner Bros.)
- 1997: My Melody: Queen Pen совместно с Мишель Ндегеочелло «Girlfriend» (Interscope)
- 1998: How Stella Got Her Groove Back (soundtrack): «Let Me Have You» (Flyte Tyme/MCA)
- 1998: Down In The Delta (soundtrack): «My Soul Don't Dream» (Virgin)
- 1999: Anomie & Bonhomie: Scritti Politti «Die Alone» (Virgin)
- 1999: The Best Man (soundtrack): «Untitled» (Sony)
- 1999: A Day In The Life: Эрик Бенет совместно с Мишель Ндегеочелло «Ghetto Girl» (Warner Bros.)
- 2000: Love & Basketball (soundtrack): «Fool of Me» (New Line)
- 2003: Go Tell It on the Mountain: The Blind Boys Of Alabama  «Oh Come All Ye Faithful» (Real World)
- 2007: Instant Karma: The Amnesty International Campaign to Save Darfur: «Imagine» (автор Джон Леннон) (Warner Bros.)
- 2007: Talk to Me (soundtrack): «Compared to What» (совместно с Теренсом Бланшаром) (Atlantic)
- 2012: Black Radio: Robert Glasper Experiment совместно с Мишель Ндегеочелло: «The Consequences of Jealousy»
- 2014: All Rise: A Joyful Elegy for Fats Waller: Джейсон Моран (Blue Note): продюсирование и вокал
- 2020: From This Place: Пэт Мэтини «From This Place» (Nonesuch)